# Emil Fick
Emil Fredrik Fick (ur. 18 lipca 1863 w Landskronie, zm. 20 lutego 1930 w Sztokholmie) – szwedzki szermierz, olimpijczyk.
Wziął udział w igrzyskach olimpijskich w 1900 w Paryżu. Wystąpił w konkurencji floretu amatorów, ale odpadł w 1. rundzie.
Brał także udział w zawodach szermierczych na olimpiadzie letniej w 1906 w Atenach. Odpadł w półfinale turnieju w szpadzie amatorów i eliminacjach floretu amatorów.